# Clockwork planet
「clockwork planet」（クロックワーク・プラネット）は、fripSideの楽曲で、通算13枚目のシングル。2017年5月3日にNBCユニバーサルから発売された。

## 概要
前作「white forces」から約1年3か月ぶりとなるシングル。ミュージック・ビデオは横浜港シンボルタワーで撮影され、DJ KOOがゲスト出演している。

## シングル収録内容
CD（全タイプ共通）
1. clockwork planet [4:47]
  - 作詞・作曲・編曲：八木沼悟志

TBS系テレビアニメ「クロックワーク・プラネット」オープニングテーマ
2. Break Our Limit [5:13]
  - 作詞：maru、作曲：八木沼悟志、編曲：八木沼悟志、川﨑海

中国スマートフォンゲーム『少女珈琲枪』主題歌
3. clockwork planet <Instrumental>
4. Break Our Limit <Instrumental>

DVD（初回限定盤付属）
- 「clockwork planet」PV
- PV Making
- SPOT

## 参加ミュージシャン
fripSide
- 八木沼悟志：Keyboard & Synthesizer、Chorus (全曲)
- 南條愛乃：Vocal (#1,2)

Additional Musician
- a2c：Guitar (#1,3)
- 齋藤真也：Strings Programming (#1,3)

## 収録アルバム
- crossroads (#1)
- the very best of fripSide 2009-2020 (#1)